# SM U-50
SM U-50 – ostatni niemiecki okręt podwodny typu U-43 zbudowany w Kaiserliche Werft w Gdańsku w latach 1914-1916. Wodowany 31 grudnia 1915 roku, wszedł do służby w Cesarskiej Marynarce Wojennej 4 lipca 1916 roku. Służbę rozpoczął w III Flotylli pod dowództwem kapitana Gerharda Bergera. U-50 w czasie pięciu patroli, pod dowództwem Bergera, zatopił 27 statków o łącznej pojemności 92 924 BRT.
Pierwszym zatopionym statkiem był brytyjski parowiec „Bogota” o pojemności 4577 BRT, który 10 listopada 1916 roku został zatopiony około 120 mil na południowy wschód od wyspy Ouessant we Francji. W czasie tego samego patrolu U-50 zatopił jeszcze osiem statków. 11 listopada trzy, 12 listopada trzy (w tym dwa greckie parowce płynące z ładunkiem zboża – „Stylinai Bebis” oraz „Ioannis”), a 13 i 14 listopada po jednym. 
Największym zatopionym statkiem był duży brytyjski pasażerski parowiec RMS „Laconia” o pojemności 18 099 BRT. U-50 storpedował SS „Laconia” około 160 mil na północny zachód od Fastnet Rock u zachodnich wybrzeży Irlandii. W wyniku ataku torpedowego i zatonięcia statku straciło życie 12 osób z 292 przebywających na nim.
26 czerwca 1917 roku w czasie ostatniego patrolu na zachód od Hebrydów U-50 zatrzymał, a następnie zatopił duński żaglowiec „Vonin” o pojemności 104 BRT płynący z ładunkiem węgla z Toon w Szkocji do Ørebak na Islandii.
31 sierpnia 1917 roku U-50 ślad po okręcie zaginął. Prawdopodobnie wpadł na minę u wybrzeży wyspy Terschelling. Wszyscy członkowie załogi zginęli.